# Bloc erratique de Saint-Fons
Le bloc erratique de Saint Fons est une roche située à Saint-Fons, en France.

## Localisation
La roche est située dans le département français du Rhône, sur la commune de Saint-Fons, en bordure de l'ancienne route Nationale 7, sur l'axe Nord-Sud.

## Description
C'est un bloc de calcaire clair, d'environ deux mètres de haut.

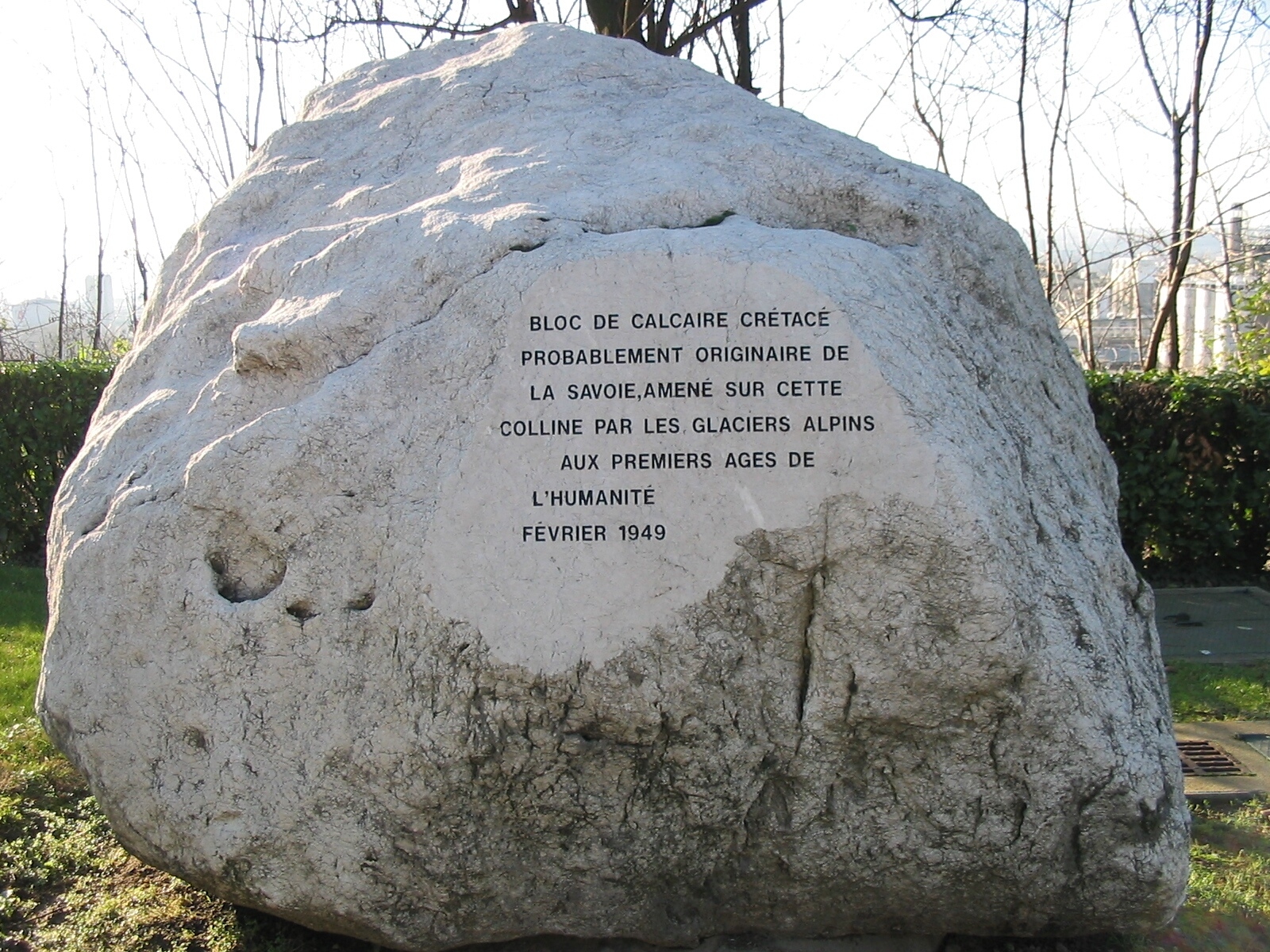
Le bloc erratique de Saint-Fons en bordure de la Nationale 7
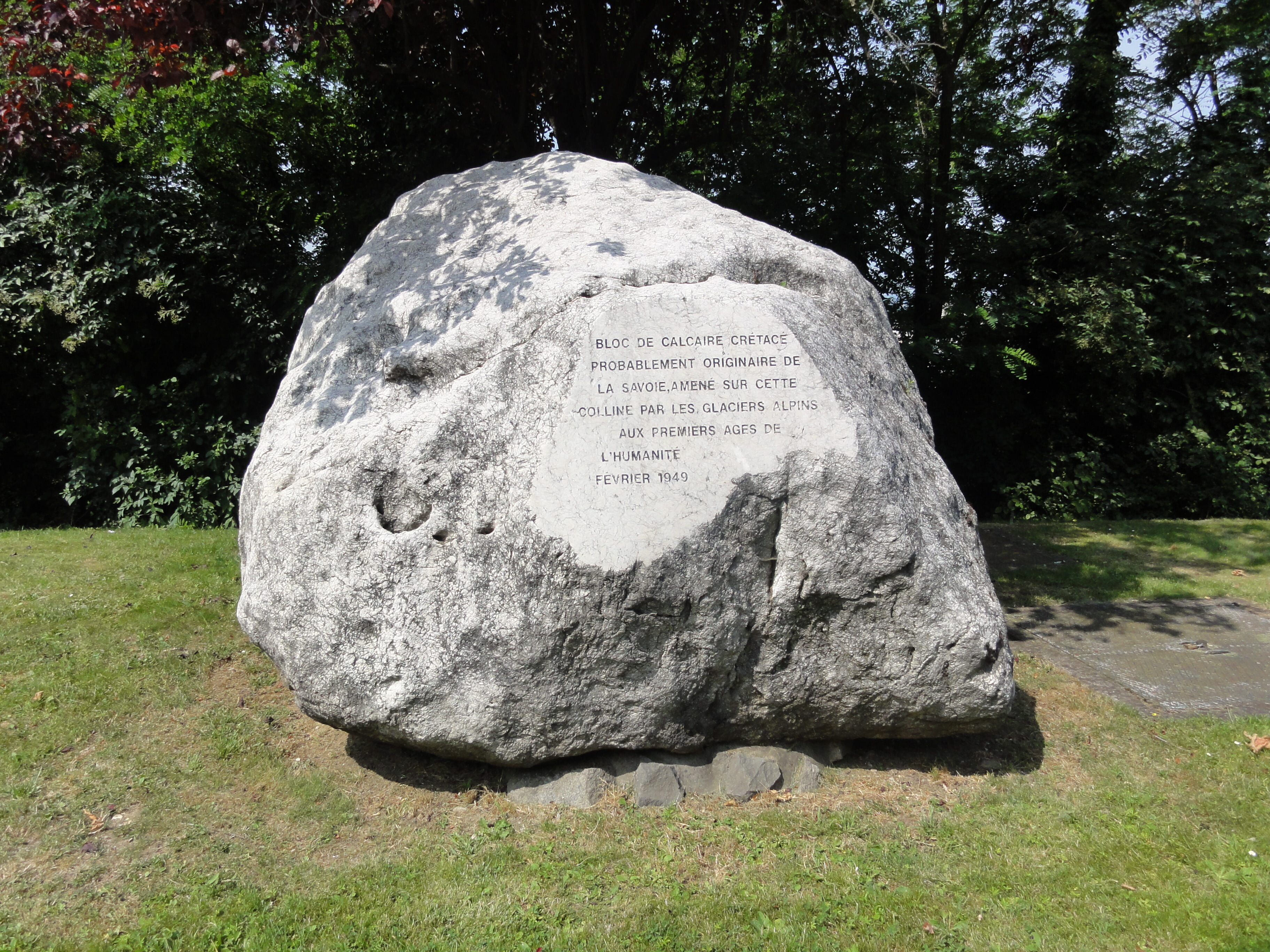
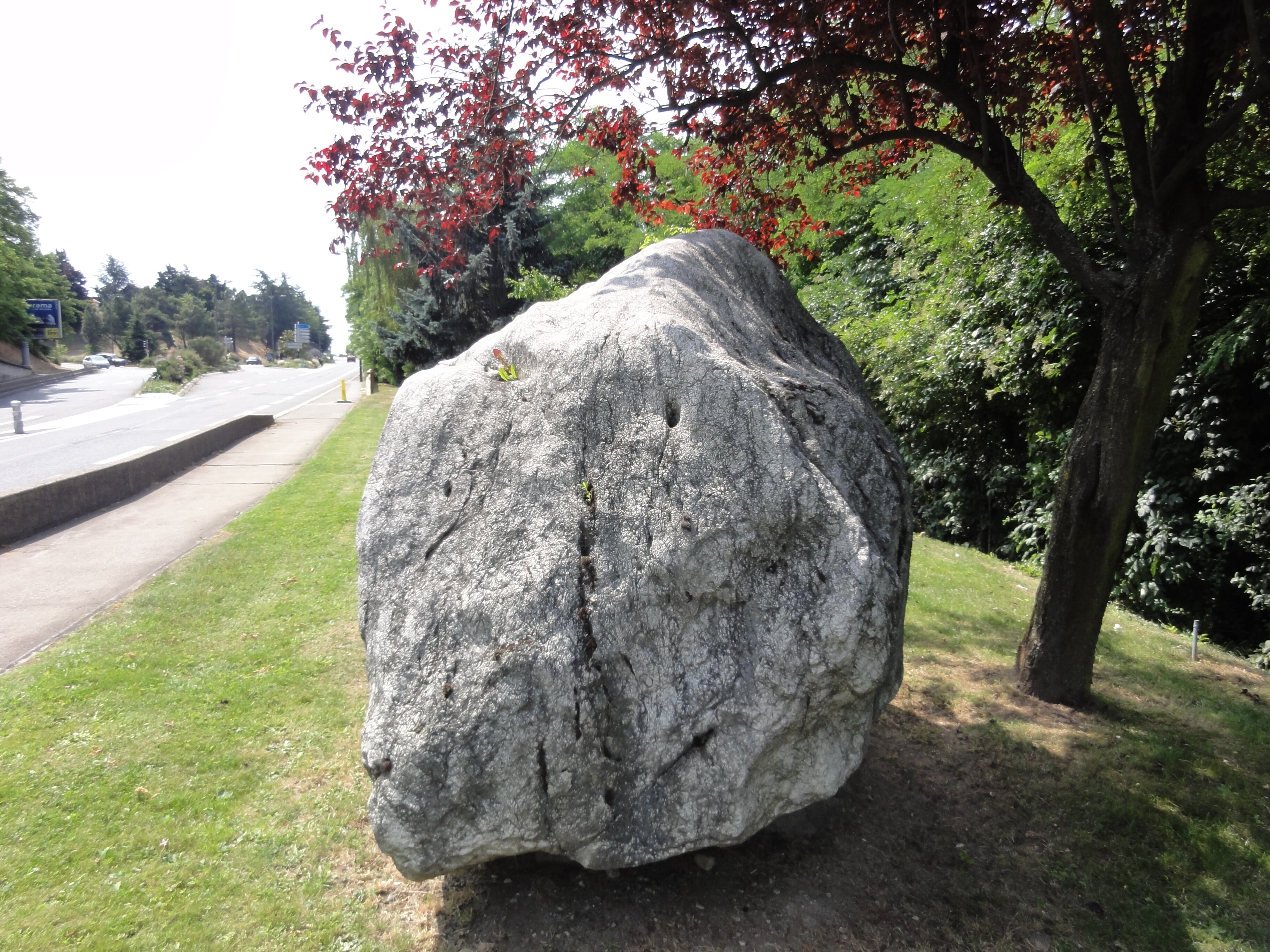
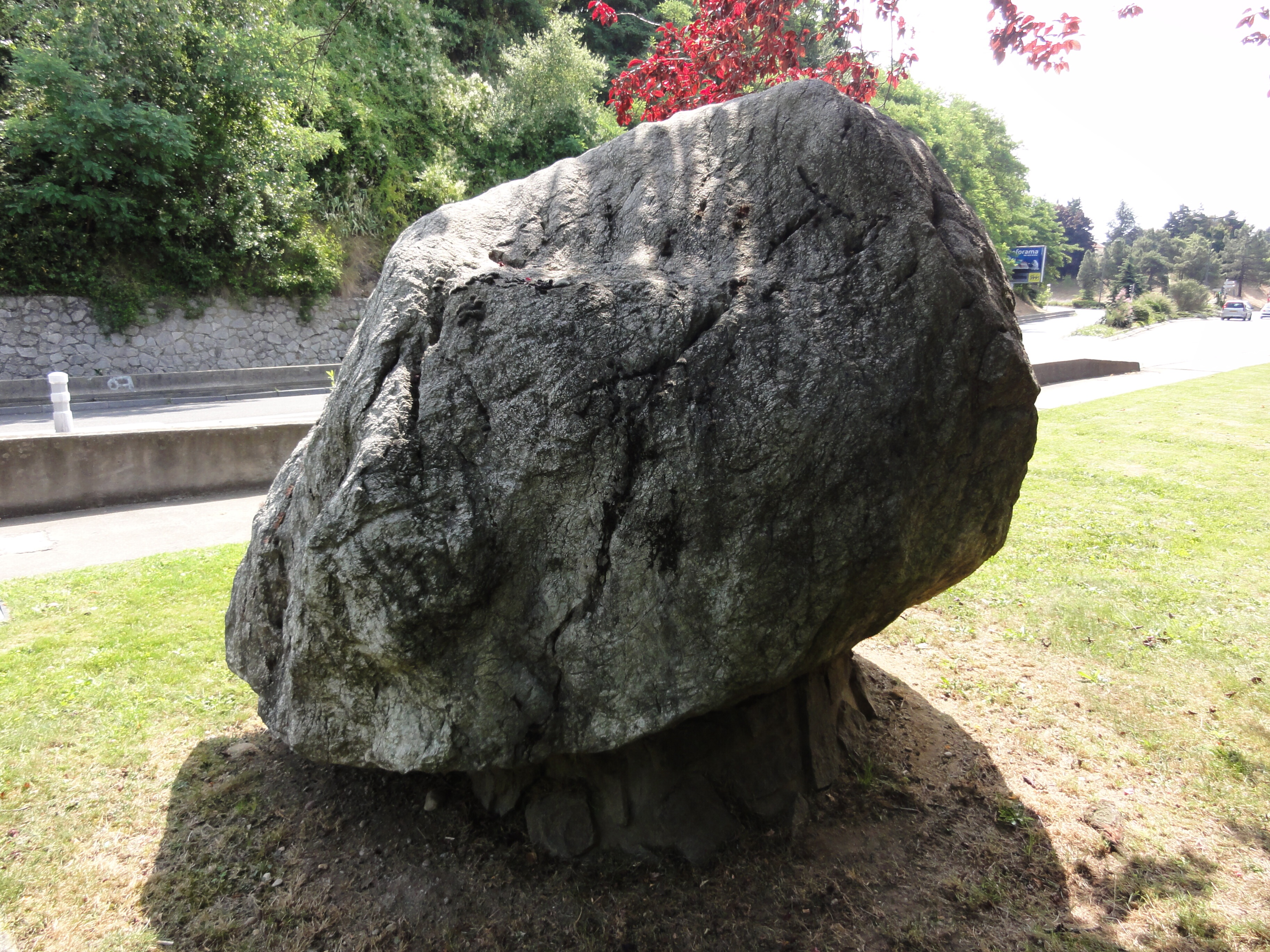
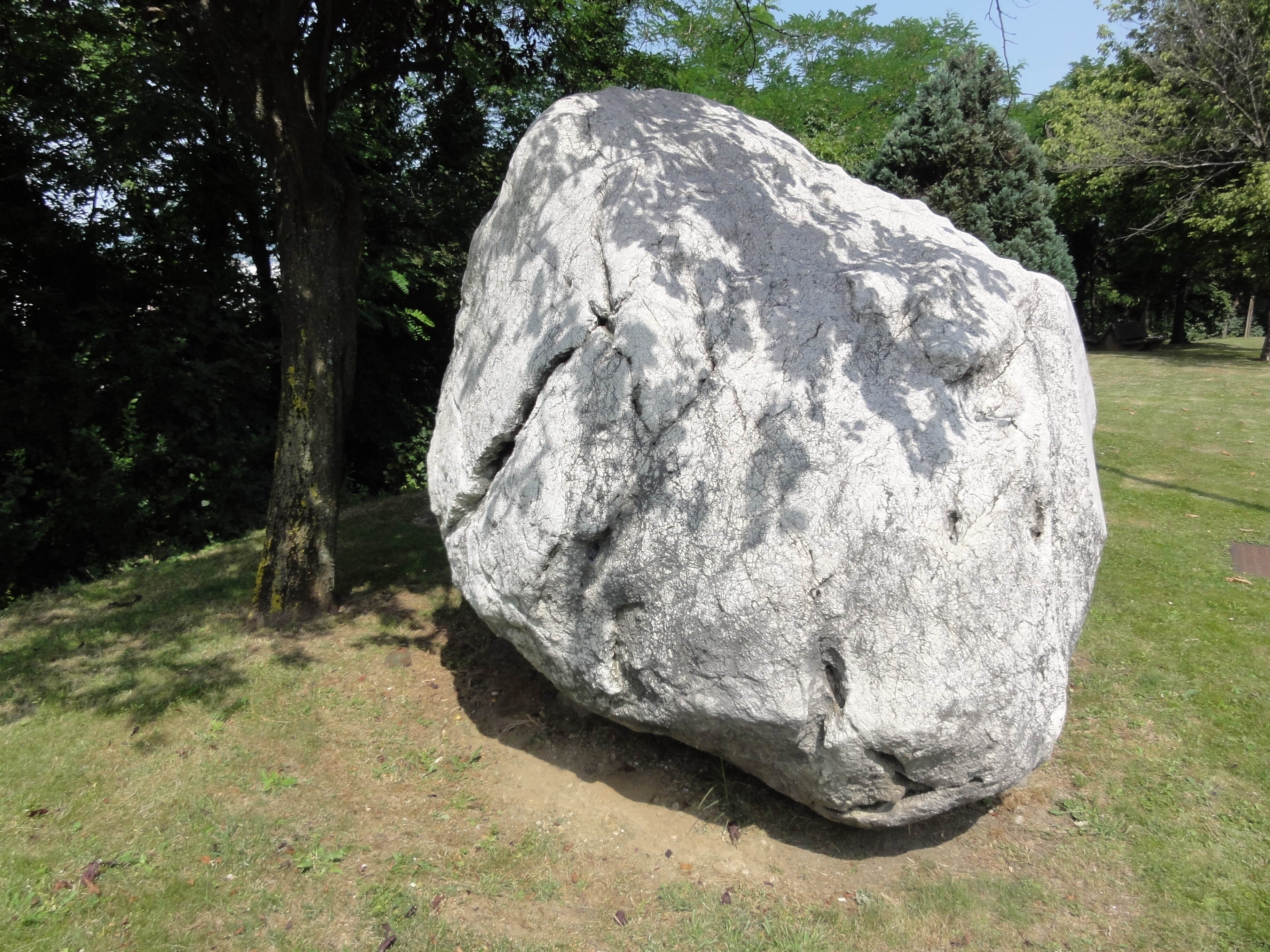